# Mohammed Schia' as-Sudani

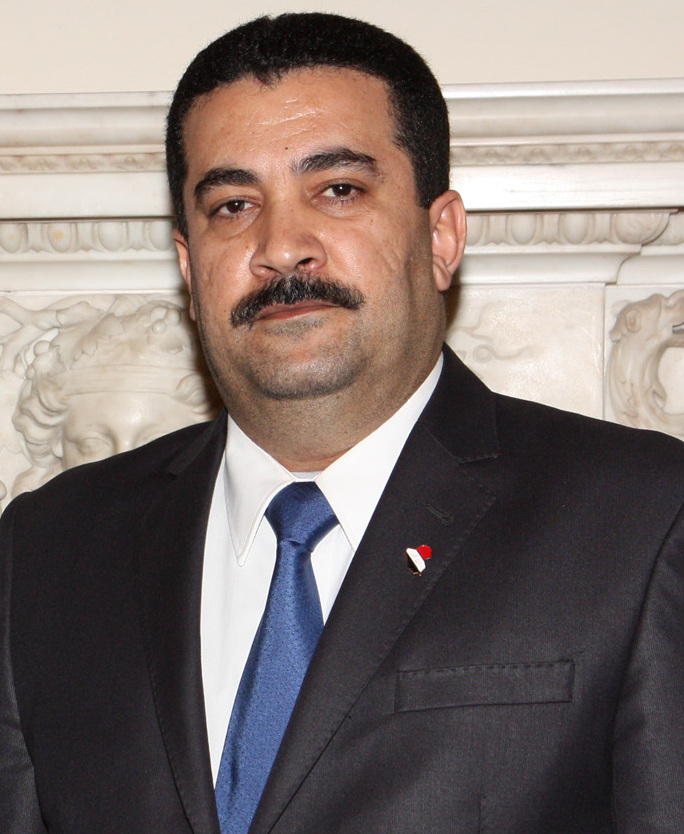
Mohammed Schia' al Sudani (2012)

Mohammed Schia' al-Sudani (arabisch محمد شياع السوداني Muhammad Schiya as-Sudani, DMG Muḥammad Šiyāʿ as-Sūdānī; * um 1970 in Bagdad) ist ein irakischer Politiker. Seit Oktober 2022 ist er Premierminister des Irak. Zuvor war er von 2009 bis 2010 Gouverneur von Maisan und von 2010 bis 2014 Minister für Menschenrechte im Irak.

## Leben
Al-Sudani ist verheiratet und hat vier Söhne. Sudani besitzt einen Bachelor-Abschluss von der Universität Bagdad in Agrarwissenschaften und einen Master-Abschluss in Projektmanagement. Im Jahr 1980 war al-Sudani Zeuge, wie sein Vater und fünf andere Familienmitglieder für die Mitgliedschaft in der Islamischen Dawa-Partei hingerichtet wurden. Sudani nahm am Aufstand im Irak 1991 teil.
Im Jahr 1997 wurde al-Sudani in das Landwirtschafts-Office Maisan berufen. Dort leitete er die Abteilung der Städte Kumait und Ali al-Scharqi sowie die Abteilung für Landwirtschaftliche Produktion. Ferner war er Supervisor-Engineer in einem nationalen Wissenschaftsprogramm mit der Ernährungs- und Landwirtschaftsorganisation der Vereinten Nationen (FAO).
Nach dem Einmarsch in den Irak durch die Vereinigten Staaten und ihre Verbündeten im Jahr 2003 arbeitete Sudani als Koordinator zwischen dem Gouvernement Maison und der Koalitions-Übergangsverwaltung (CPA). Im Jahr 2004 wurde er Bürgermeister von Amara, der Hauptstadt Maisans. 2005 wurde Sudani Mitglied des dortigen Provinzrats und wurde 2009 wiedergewählt.
2009 gewann bei den Kommunalwahlen im Gouvernement Maisan die Rechtsstaat-Koalition die Mehrzahl der Sitze. Al-Sudani wurde zum Gouverneur gewählt. Am 21. Dezember 2010 wurde Sudani in der Regierung Nuri al-Malikis irakischer Minister für Menschenrechte.

## Premierminister
Am 13. Oktober 2022 wurde al-Sudani von Präsident Abdul Latif Raschid zum Premierminister ernannt. Am 28. Oktober 2022 wurde das Kabinett von Sudani nach einjährigem politischen Stillstand vom irakischen Parlament bestätigt. Al-Sudani versprach, gegen wirtschaftliche und soziale Krisen vorzugehen, Arbeitsplätze zu schaffen und die Armut zu bekämpfen. Seine Regierung steht vor der Herausforderung, die schiitischen Fraktionen und andere politische Lager zu versöhnen. Das Land war nach der Wahl von schweren Protesten (Juli bis August 2022) erschüttert worden. Sudan legte den Fokus für 2023 auf wirtschaftliche Reformen, Korruptionsbekämpfung und den Wiederaufbau.
Im Januar 2023 reiste Iraks Premierminister Mohammed Schia as-Sudani erstmals außerhalb der MENA-Region (Middle East and North Africa) nach Berlin. Er traf Olaf Scholz, sprach über „Energiepartnerschaften“ und lud deutsche Unternehmen zu Investitionen ein. Zudem unterzeichnete sein Elektrizitätsminister mit Siemens Energy eine Absichtserklärung zum Ausbau der irakischen Strominfrastruktur. Sudani hat mit Herausforderungen zu kämpfen wie die Bekämpfung der Korruption, die Verbesserung der wirtschaftlichen Perspektiven für eine rapide wachsende Bevölkerung und der Wiederaufbau zerstörter Infrastruktur. Die Sicherheitslage ist angespannt, da der Islamische Staat weiterhin Zellen unterhält und Anschläge verübt. Politisch muss Sudani die Spannungen zwischen den schiitischen Fraktionen sowie die Einflussnahme des Iran ausbalancieren. Zudem steht er unter Druck, schnelle Ergebnisse zu liefern, während Proteste erneut aufflammen. Gleichzeitig navigierte er zwischen westlichen Partnern und regionalen Mächten wie den USA und dem Iran.
Am 8. Februar 2023 kündigte as-Sudani den ersten Entwurf eines Öl- und Gasgesetzes an, das zwischen Bagdad und Erbil verhandelt wird. Ziel war die Beilegung des langjährigen Streits über Ressourcenverwaltung zwischen der Zentralregierung und der Kurdischen Autonomieregion.
Im Jahr 2023 setzte Sudani mehrere Initiativen um. Er stärkte die bilateralen Beziehungen mit Deutschland durch Besuche in Berlin, wo er Energie- und Infrastrukturkooperationen, einschließlich Projekten mit Siemens Energy, vorantrieb. Sudani leitete Schritte zur Diversifizierung der irakischen Wirtschaft ein, einschließlich des Baus des Al Faw Grand Port, der als größter Hafen Westasiens geplant ist. Gleichzeitig bemühte er sich um „Stabilisierung“ der politischen Lager, indem er Reformen gegen Korruption und zur Stärkung des privaten Sektors vorantrieb.